# Sent Nasari de Gàrdia
Sent Nasari de Gàrdia (en francès Saint-Nazaire-des-Gardies) és un municipi francès situat al departament del Gard i a la regió d'Occitània.